# Stein SG
| SG ist das Kürzel für den Kanton St. Gallen in der Schweiz. Es wird verwendet, um Verwechslungen mit anderen Einträgen des Namens Stein zu vermeiden. |

Stein ist eine ehemalige politische Gemeinde und eine Ortschaft der politischen Gemeinde Nesslau im Schweizer Kanton St. Gallen.
Von 1951 bis 1994 hiess die Gemeinde offiziell Stein (Toggenburg), seither Stein SG. Auf den 1. Januar 2013 fusionierte Stein mit der Gemeinde Nesslau-Krummenau zur neuen Gemeinde Nesslau. 

## Geographie
Stein ist ein zwischen Alpstein, Churfirsten und Speer gelegenes und von der Thur durchflossenes Bauerndorf mit den Weilern Breitenau, Stiegen, Steinerberg, Hinterberg und Mühle. Durch Stein fliesst die Wissthur, welche am niedrigsten Punkt der ehemaligen Gemeinde auf 830 m ü. M. in die Thur mündet. Die ehemalige Gemeinde hat eine Fläche von 12.24 km² und 382 Einwohner (per 31. Dezember 2010).

## Geschichte

### Politik
Der Ort wurde 1180 als Praittenouw und 1320 als Stein (späte Kopie) urkundlich erwähnt. Die Gerichtshoheit übten die Grafen von Montfort aus, deren Burg Starkenstein dem Dorf den Namen gab. Ihr Besitz ging 1180 und 1209 an das Kloster Alt St. Johann über. Die Vogtei gehörte zunächst den Grafen von Toggenburg und ab 1249 ebenfalls dem Kloster, das 1555 von der Fürstabtei St. Gallen inkorporiert wurde. Die Bewohner von Stein erhielten die gleichen Rechte wie die Toggenburger Landleute. Im Kanton St. Gallen war Stein ab 1803 Teil von Alt St. Johann und ab 1833 eine selbstständige Gemeinde.

### Dorfbrand von 1947

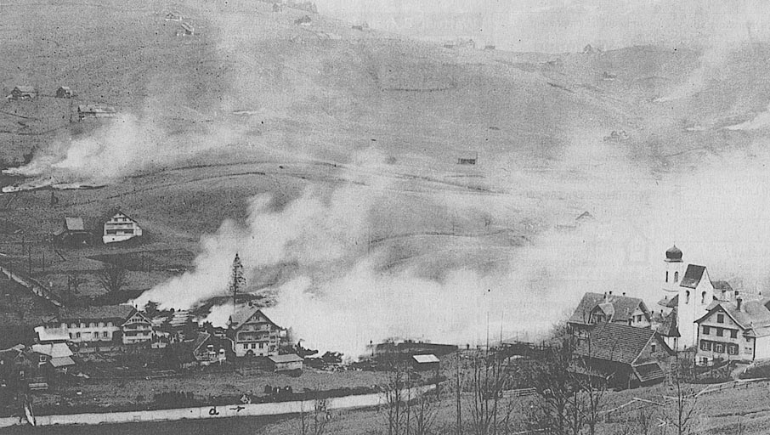
Dorfbrand von Stein

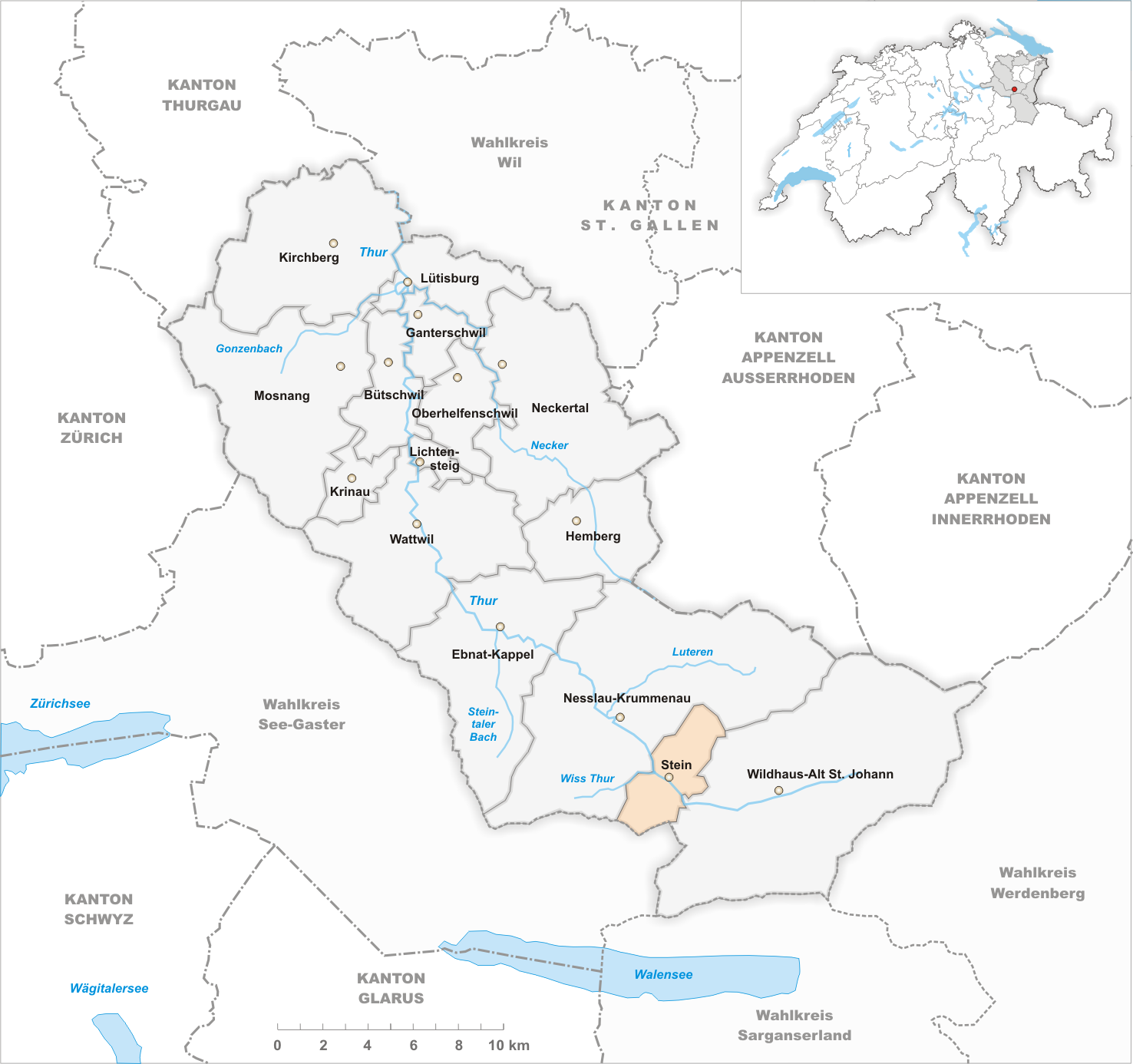
Gemeindestand vor der Fusion im Jahr 2013

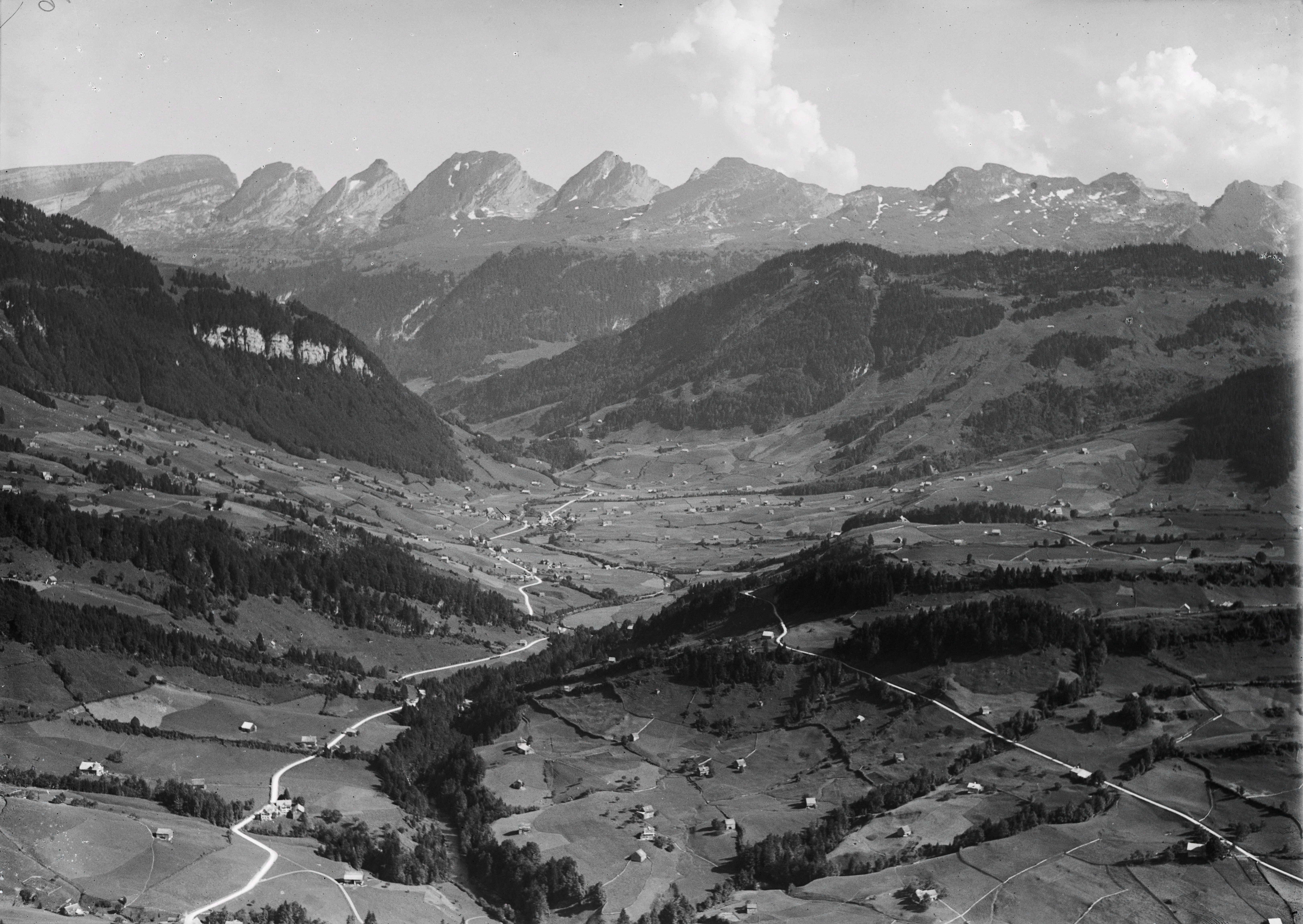
Luftbild von Walter Mittelholzer aus dem Jahr 1919

In Stein ereignete sich 1947 der letzte grosse Dorfbrand der Schweiz.
Am 29. März, etwa um 13.15 Uhr, entdeckte man, wie aus dem Restaurant «Ochsen» in Stein Rauch aufstieg. Da schon die ganze Woche ein Föhnsturm geblasen und es lange nicht mehr geregnet hatte, konnte das Feuer nach kurzer Zeit auf andere Gebäude übergreifen, zuerst auf die Bäckerei «Anker». Mit Handspritzpumpe und Wasserkübeln konnte man das Feuer nicht stoppen, es verbreitete sich in Richtung vordere Laad. Die Laad ist ein hauptsächlich mit Bauernhöfen besiedeltes Gebiet oberhalb von Stein.
In Stein gab es damals weder eine motorisierte Wasserpumpe noch Hydranten. Die Feuerwehr musste also Schläuche verlegen, bevor sie mit ihrer Handspritzpumpe zu löschen beginnen konnte. Nach einiger Zeit eilte die Feuerwehr Nesslau mit einer Motorspritze herbei, die aber auch nichts ausrichten konnte. Schon bald trafen auch Feuerwehren aus Ebnat, Kappel, Wattwil, St. Gallen, Buchs und Rapperswil ein. Das Gasthaus «Speer» und die neue Milchzentrale konnten gerettet werden, zwei Höfe in der Nähe brannten jedoch nieder. Menschen kamen keine zu Schaden, allerdings konnten nicht alle Tiere aus den Ställen gerettet werden.
Am folgenden Palmsonntag wurde ein Hilfskomitee gegründet, das schon gleichentags einen namhaften Betrag und Naturalien sammelte. Die landesweite Sammelaktion brachte insgesamt 930'000 Franken ein, wovon etwa 670'000 Franken für Häuser und Stallbau und der Rest für eine neue Wasserversorgung verwendet wurden.

### Religion
Die 1280 erwähnte Kapelle in Breitenau wurde 1497 zur Pfarrkirche erhoben. 1524 bis 1531 erfolgte die Reformation, 1601 führte die Fürstabtei den katholischen Gottesdienst wieder ein. Die Reformierten waren 1585 bis 1711 nach Nesslau kirchgenössig und benutzten später die Kirche in Stein paritätisch mit den Katholiken. Mit dem Bau der neuen katholischen Kirche 1930 wurde das Simultanverhältnis beendet.

### Wirtschaft
Eine steinerne Bogenbrücke überquert die Thur, eine gedeckte Holzbrücke die Wissthur. 1905 nahm in Stein eine Skifabrik die Produktion auf, der Ort wurde zu einem Ausgangspunkt für Skifahrer, und von 1966 bis 2001 war der Skilift Eggli-Stiegenrain in Betrieb. Zu Beginn des 21. Jahrhunderts bildeten Landwirtschaft und Kleingewerbe die wirtschaftlichen Schwerpunkte, ergänzt durch Tourismus im Wander- und Skitourengebiet Risi-Stockberg und am Thur-Wanderweg. 2000 arbeiteten etwa 40 % der Erwerbstätigen auswärts, der erste Wirtschaftssektor stellte 2005 53 % der Arbeitsplätze in Stein.

## Bevölkerung
| Bevölkerungsentwicklung Stein SG | Bevölkerungsentwicklung Stein SG | Bevölkerungsentwicklung Stein SG | Bevölkerungsentwicklung Stein SG | Bevölkerungsentwicklung Stein SG | Bevölkerungsentwicklung Stein SG | Bevölkerungsentwicklung Stein SG |
| -------------------------------- | -------------------------------- | -------------------------------- | -------------------------------- | -------------------------------- | -------------------------------- | -------------------------------- |
| Jahr                             | 1827                             | 1850                             | 1900                             | 1950                             | 2000                             | 2012                             |
| Einwohner                        | 717                              | 605                              | 611                              | 588                              | 398                              | 369                              |
| Quelle                           | [ 2 ]                            | [ 2 ]                            | [ 2 ]                            | [ 2 ]                            | [ 2 ]                            |                                  |

## Wappen

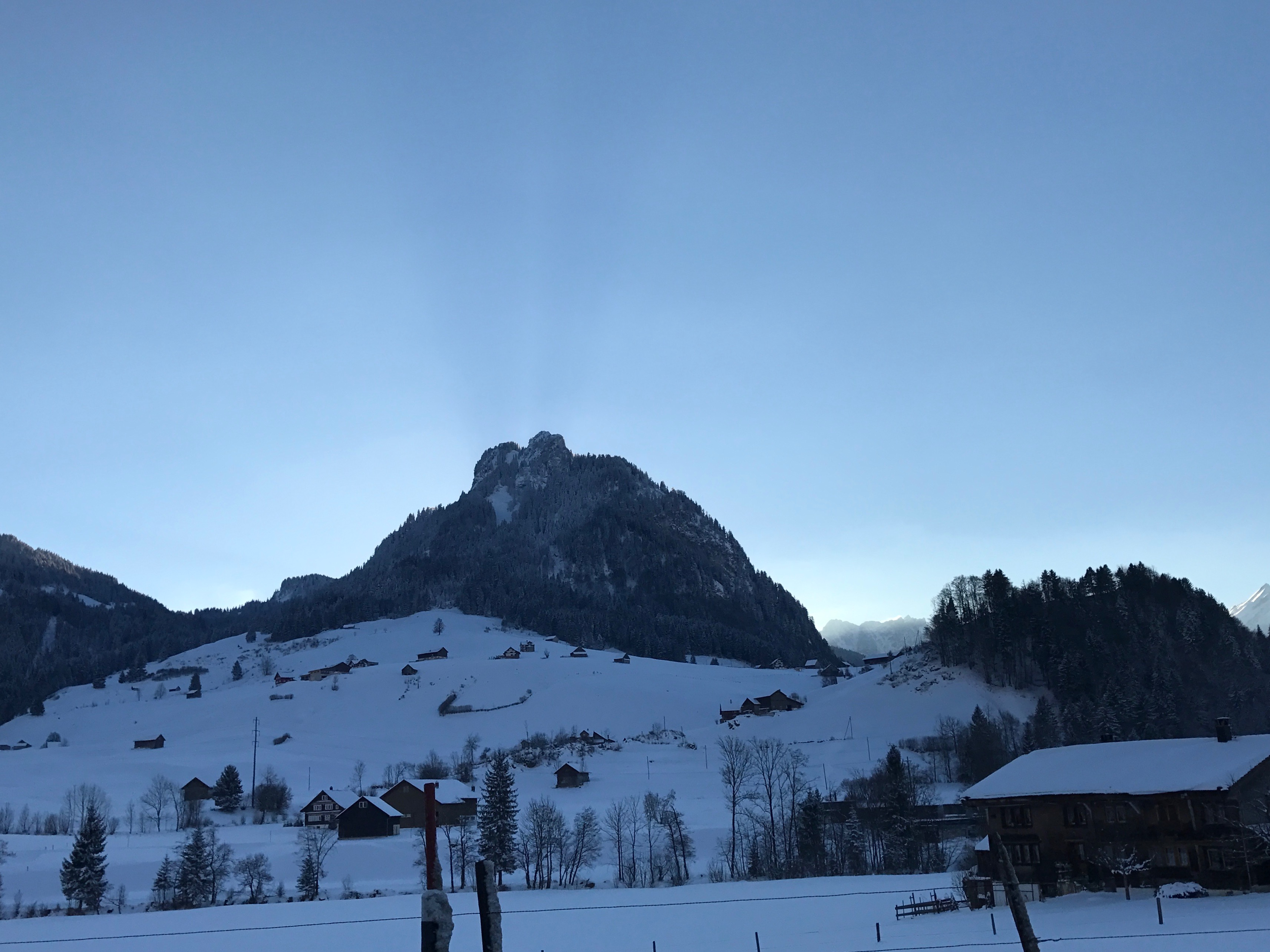
Der Wappenberg Goggeien

Der Berg im Wappen der Gemeinde zeigt den markanten 1631 m hohen Gipfel des Goggeien südwestlich des Dorfes.

## Verkehr
Stein liegt an der Hauptstrasse 16 Wil–Wildhaus–Buchs und wird im öffentlichen Verkehr im Halbstundentakt von der Postautolinie  Nesslau–Wildhaus–Buchs bedient.

## Anfang des Skisports
Bereits zu Beginn des 20. Jahrhunderts wurde der Anfang des Skisports im Toggenburg am Häderenberg bei Stein gemacht. Eine örtliche Schreinerei stellte die ersten Ski her. Bis ins Jahr 2001 wurde auch der Skilift Eggli betrieben. Heute ist Stein beliebter Ausgangspunkt für Skitourengänger. Beliebtes Ziel ist der Stockberg.

## Persönlichkeiten
- Beat Rudolf Jenny (1926–2025), Historiker und Lehrer
- Arnold Forrer (* 1978), Schwinger, aufgewachsen in Stein und lebt dort

## Bilder

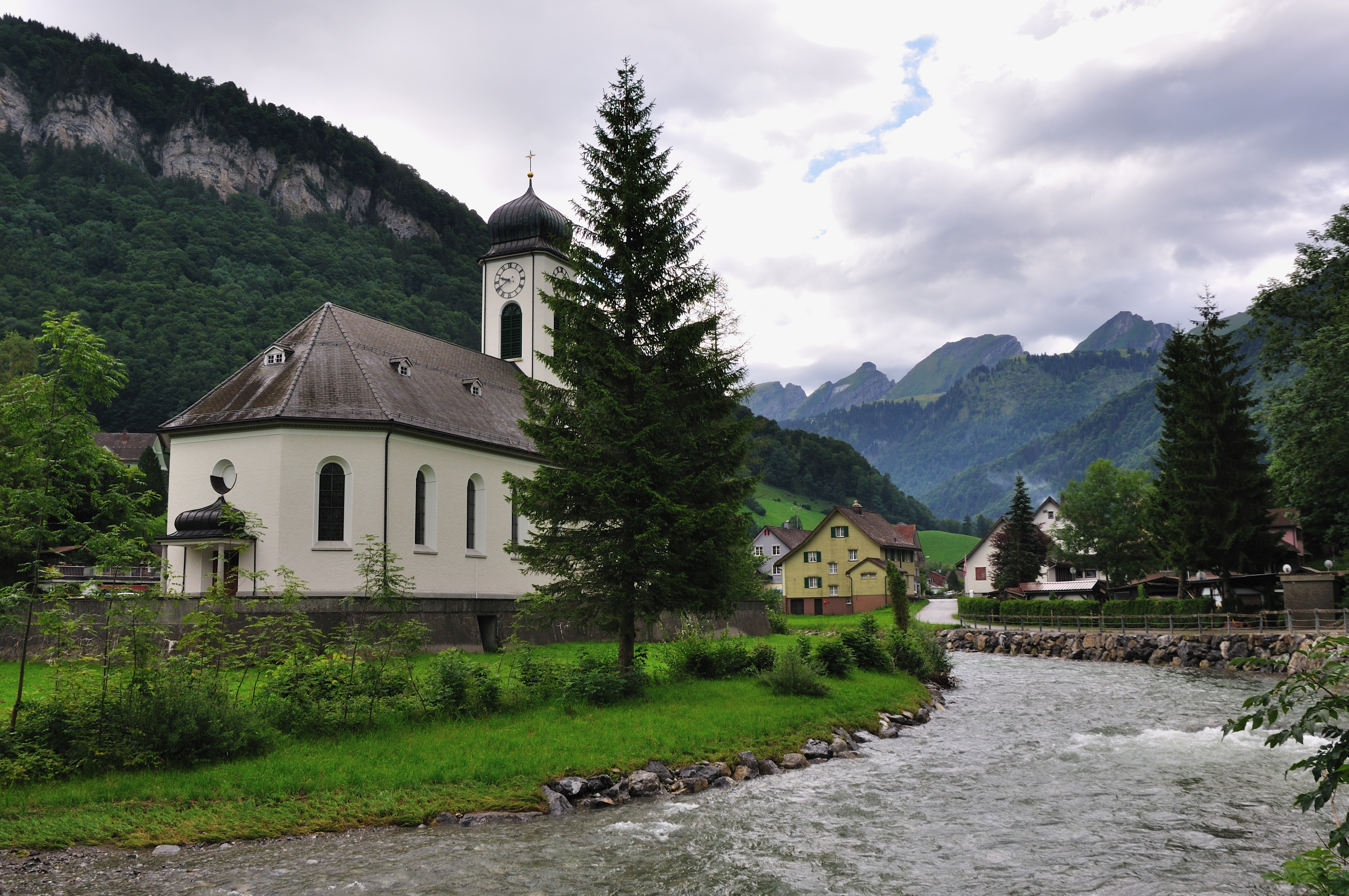
Kirche Stein an der Thur
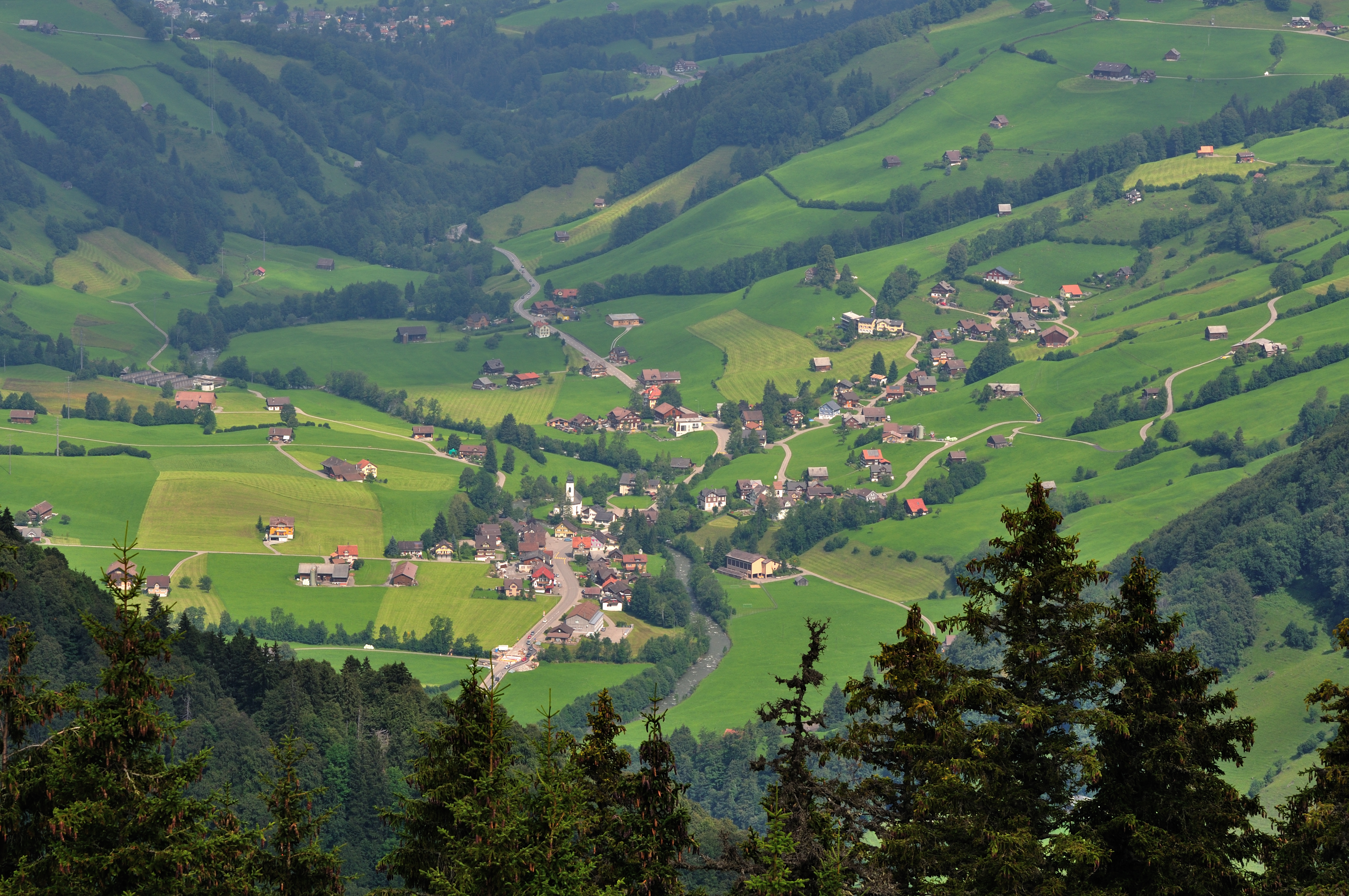
Blick vom Strichboden auf Stein
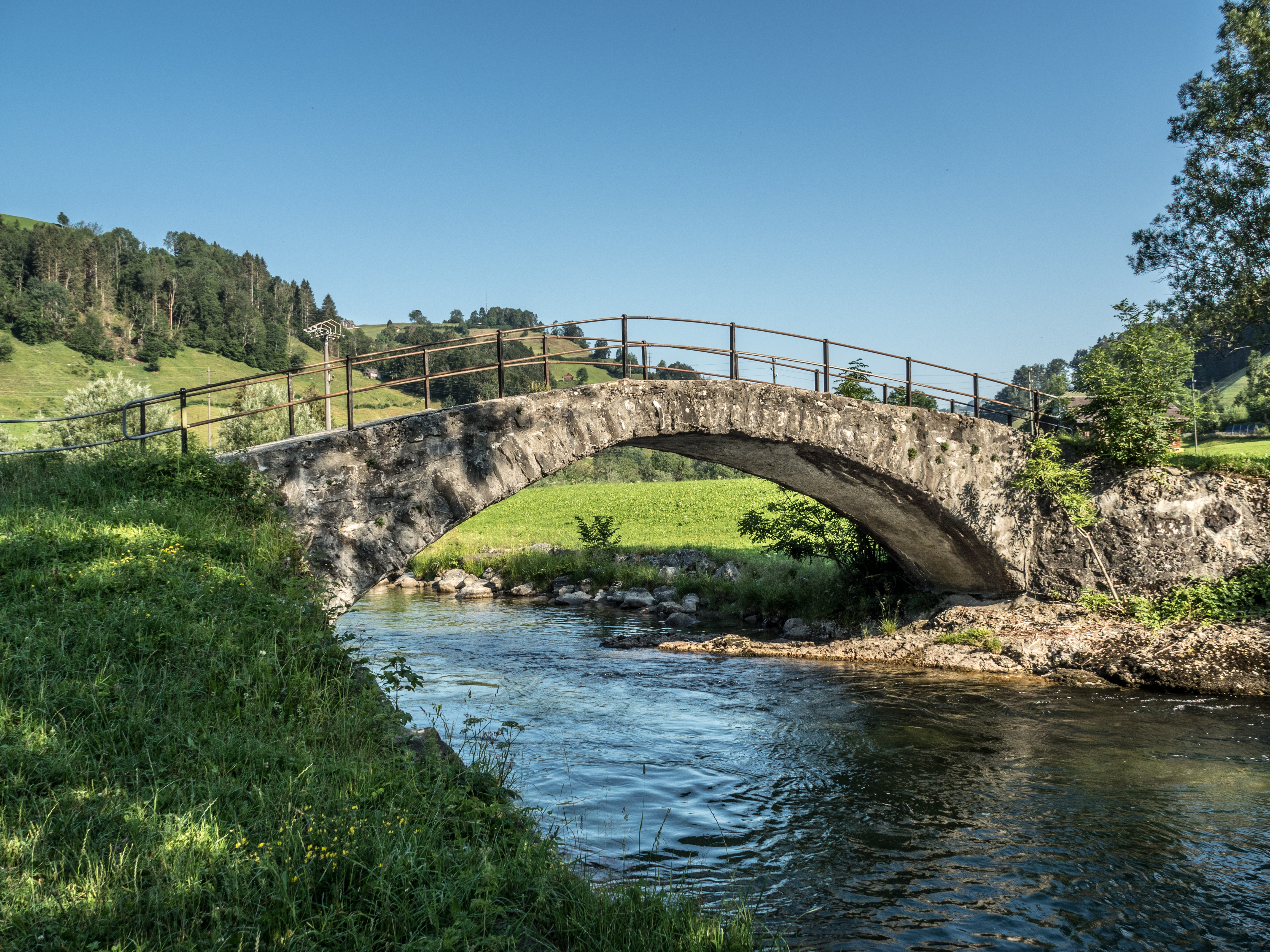
Steinerne Thurbrücke bei der Breitenau
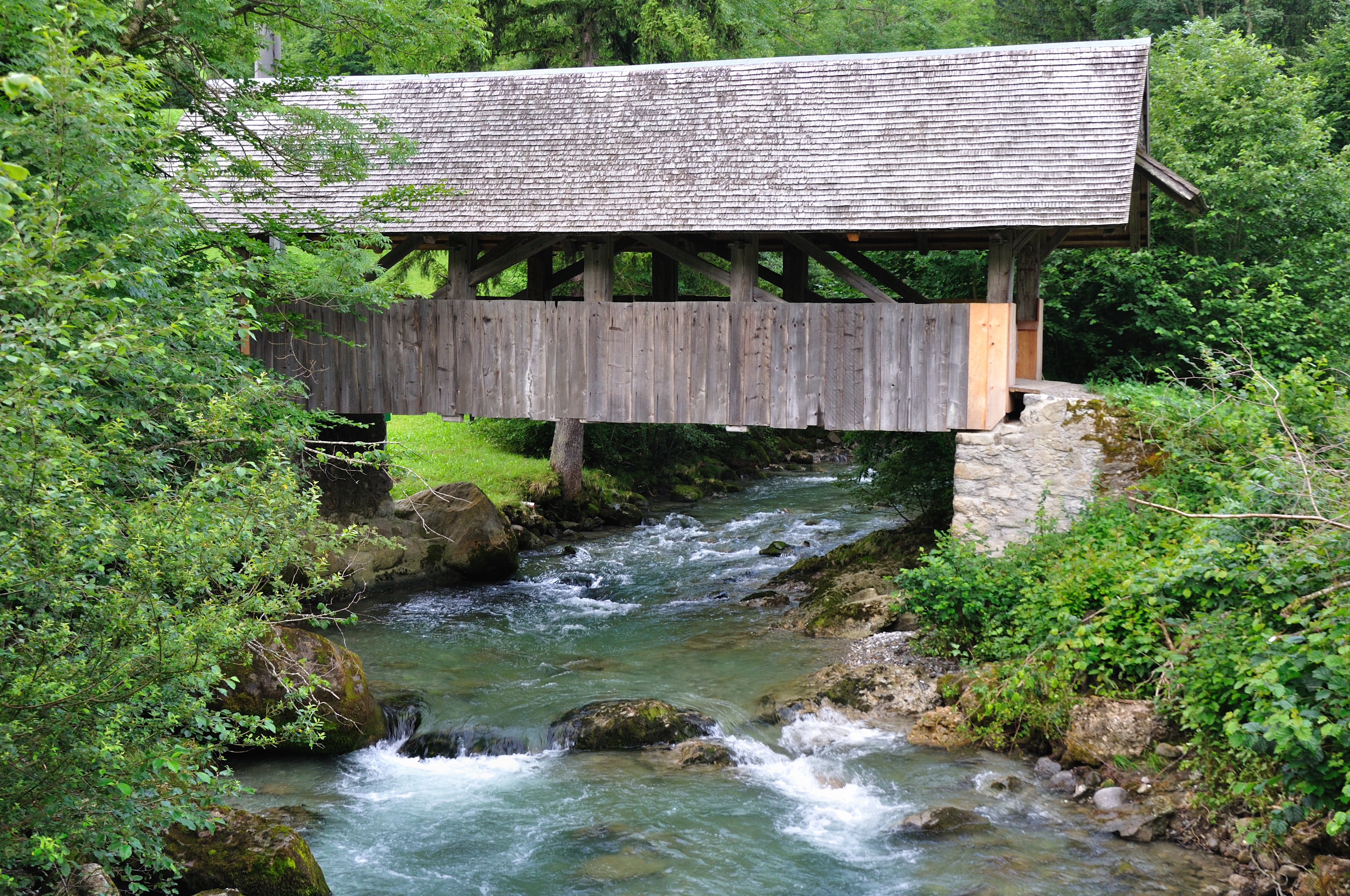
Holzbrücke über die Wissthur